# Leonhard Meurer
Leonhard Meurer (* 21. Mai 1916 in Düren; † 22. April 1991 in Eschweiler) war ein deutscher Priester der römisch-katholischen Kirche und Missbrauchstäter. Auf seinen zahlreichen Missionsreisen nach Westafrika sammelte der kunstinteressierte Priester Volkskunst, hierbei fand er auch Steinzeug aus dem Westerwald. Wie die Aachener Zeitung im Mai 2023 berichtete, war Meurer Fall Nr. 9 aus dem Aachener Missbrauchsgutachten.

## Missbrauchsvorwürfe
Die Aachener Zeitung berichtete erstmals am 20. Mai 2023 mit vollständiger Namensnennung über Vorwürfe, dass Leonhard Meurer zu seiner Zeit in den 1950er Jahren als Pfarrer in Düren-Rölsdorf mehrere Mädchen vergewaltigt habe. Bis zur Veröffentlichung des Namens durch die Aachener Zeitung hatte sich das Bistum Aachen geweigert, durch Nennung des Täternamens an dessen anderen Wirkungsorten in Deutschland und Westafrika die Suche nach weiteren potentiellen Opfern zu ermöglichen. Am 25. Mai 2023 veröffentlichte das Generalvikariat schließlich einen Aufruf unter Nennung von zwei Tätern und deren Wirkungsorten zur Suche nach Betroffenen.

## Leben
Leonhard Meurer besuchte das Stiftische Gymnasium Düren.
Er studierte katholische Theologie in Bonn, Tübingen und Aachen, wo er am 21. Dezember 1940 die Priesterweihe empfing. Von 1941 bis 1946 war er Kaplan in Anrath, in der Pfarre lag die Missionskapelle Vennheide, die während des Zweiten Weltkriegs Zentrum eines eigenen Seelsorgebezirks, eines Rektorats, wurde. Der zuständige Kaplan Leonhard Meurer erhielt den Titel Rektor, der ihn vor dem Einziehen zur Wehrmacht schützte.
Er wurde Kaplan an St. Peter und Paul in Eschweiler. Am 13. Januar 1947 übernahm er das Präsesamt der Eschweiler Kolpingsfamilie. Am 15. März 1955 wurde er Pfarrer in Rölsdorf bei Düren. In dieser Zeit soll er mindestens vier Mädchen vergewaltigt haben, von denen eines schwanger wurde. Nachdem sich Angehörige des vergewaltigten und geschwängerten Mädchens 1961 an den damaligen Aachener Bischof Johannes Pohlschneider gewandt hatten, versetzte dieser Meurer zunächst in den Ruhestand, später in ein Kloster und schließlich als Religionslehrer an eine Schule. Er engagierte sich in der Mission für Afrika. Später wirkte er in Fulda und im Bistum Trier. Ab 1983 war er Subsidiar in Brüggen bei Kerpen. Er feierte am 21. Dezember 1990 sein goldenes Priesterjubiläum.

## Kunst

### Hauszeichen in Rölsdorf

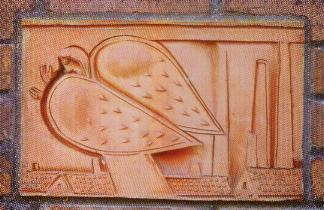
Hauszeichen aus Ton am Haus Monschauer Straße 173

Auf Initiative von Pfarrer Leonhard Meurer wurde in Rölsdorf zwischen 1955 und 1961 an etwa 60 Häusern christlicher Hausschmuck aus Ton, Schiefer oder Sandstein angebracht. Geschaffen wurden diese Hauszeichen durch seine Vermittlung von Künstlern der Kölner Werkschulen. Motive der Haussteine waren Darstellungen aus der Bibel, Heilige, die Namenspatrone der damaligen Hauseigentümer oder die Schutzheiligen verschiedener Berufsstände.

### Kunst aus Afrika und dem Westerwald
Leonhard Meurer unternahm von 1961 bis 1988 vierzehn Reisen nach Afrika und gründete eine Sammlung afrikanischer Volkskunst. Sie befindet sich heute in Sankt Augustin und beim Missionswerk Missio in Aachen. Auch fand er auf seinen Reisen in Afrika kunstvolles Westerwälder Steinzeug vorwiegend aus dem 17. und 18. Jahrhundert. Die Sammlung befindet sich heute im Keramikmuseum Westerwald.

## Zeugenschaft einer Judenhilfe
Leonhard Meurer berichtete 1989, dass Marie Elisabeth Leonie Gertud Paula Gräfin zu Stolberg-Stolberg in Düren in ihrer Weberei in den ehemaligen Klosterräumen neben der Kapuzinerkirche auf dem Altenteich von 1940 bis 1944 eine Jüdin versteckt habe.

## Veröffentlichungen
- Wein und Brot: die Kirchenfenster in der Nikolaus-Pfarrkirche zu Düren-Rölsdorf. Düren-Rölsdorf 1960.
- Reife Hirse beugt das Haupt: afrikanische Aphorismen. Düsseldorf/Wien 1963.
- Mit Eloi Kafando: Kinderpüppchen der Mossi in Obervolta. In: Tribus. Band 13. 1964.
- Lieber Vater im Himmel: Kindergebetbuch in Bilderschrift. Pustet-Verlag, Regensburg 1965.
- Blanke Herzen: eine Vorbereitung auf die Erstbeichte. Thomas-Verlag, Kempen-Niederrhein 1964. 2. Aufl. 1966.
- Rheinisches Steinzeug an der Gold- und Sklavenküste. In: Rheinische Heimatpflege. Nr. 3, 1971, S. 219–222.
- Kinder beichten: Hinführung zur Buße, Bußfeier und Beichte. Thomas-Verlag, Kempen-Niederrhein 1973. ISBN 3-87817-024-6.
- Rheinische Barockkrüge in Westafrika. In: Keramos. Band 66. 1974, S. 33–40.
- Die Püppchen der Mossi in Obervolta. In: Tribus. Band 27. 1978.
- Zur figürlichen Plastik der Baule, Elfenbeinküste. In: Archiv für Völkerkunde. Band 34. MFV Wien, 1980.